# (35599) 1998 HV120
1998 HV120 (asteroide 35599) é um asteroide da cintura principal. Possui uma excentricidade de 0.06357140 e uma inclinação de 10.56617º.
Este asteroide foi descoberto no dia 23 de abril de 1998 por LINEAR em Socorro.